# Monumentos conmemorativos en Canadá a nazis y sus colaboradores
Los monumentos conmemorativos en Canadá a nazis y sus colaboradores son una serie de monumentos y memoriales que existen o han existido en Canadá y, en diversos grados, conmemoran a personas y grupos acusados de colaborar con los nazis, las Waffen-SS o el Partido Nazi. 
Los monumentos y memoriales incluyen o han incluido una estatua de Draža Mihailović en Ontario, dos monumentos en dicha provincia y en Alberta relacionados con las Waffen-SS, una estatua de Román Shujévych, calles y parques que llevan el nombre de Alexis Carrel y Philipp Lenard, una montaña que lleva el nombre de Philippe Pétain y dos calles que llevan el nombre de un comandante de las fuerzas alemanas nazis y su barco. Hay dos monumentos a miembros de la 14.ª División de Granaderos SS (1.ª División Galitzia), que han causado polémica.

## Franceses

### Monte Pétain
Una montaña en la frontera entre Columbia Británica y Alberta recibió el nombre del colaboracionista nazi Philippe Pétain hasta que Columbia Británica eliminó su nombre en 2022 luego de la decisión de Alberta de eliminar el nombre de la montaña en 2019. Inicialmente, la montaña recibió el nombre de Pétain en 1919, momento en el que era considerado un héroe por liderar las fuerzas francesas hacia la victoria en la Batalla de Verdún de 1916 durante la Primera Guerra Mundial. Más tarde, durante la Segunda Guerra Mundial, Pétain dirigió el gobierno títere y colaboracionista de la Francia de Vichy.

### Calles y parques en honor de Alexis Carrel
En 2015, CTV News informó que en Quebec una calle en la localidad de Gatineau llevaba el nombre de Alexis Carrel, así como una calle y un parque que llevan su nombre en 1972 y 1988 respectivamente en el distrito Rivière des Prairies en Montreal, y un parque y calles que llevan su nombre en Boisbriand y Chateauguay. Carrel ganó el Premio Nobel de Medicina en 1912, fue partidario de la eugenesia y de los nazis, abogó por la eliminación de los «indeseables» y participó en el gobierno de Vichy en Francia. En 2015, la calle de Gatineau pasó a llamarse Marie Curie. En 2017, la ciudad de Montreal anunció que cambiarían el nombre de la calle y el parque de Rivière des Prairies. Esto siguió a una campaña del Centro para Israel y Asuntos Judíos de Quebec, que dijeron que esperaban que Boisbriand y Châteauguay siguieran el ejemplo de Montreal y Gatineau.

## Serbios

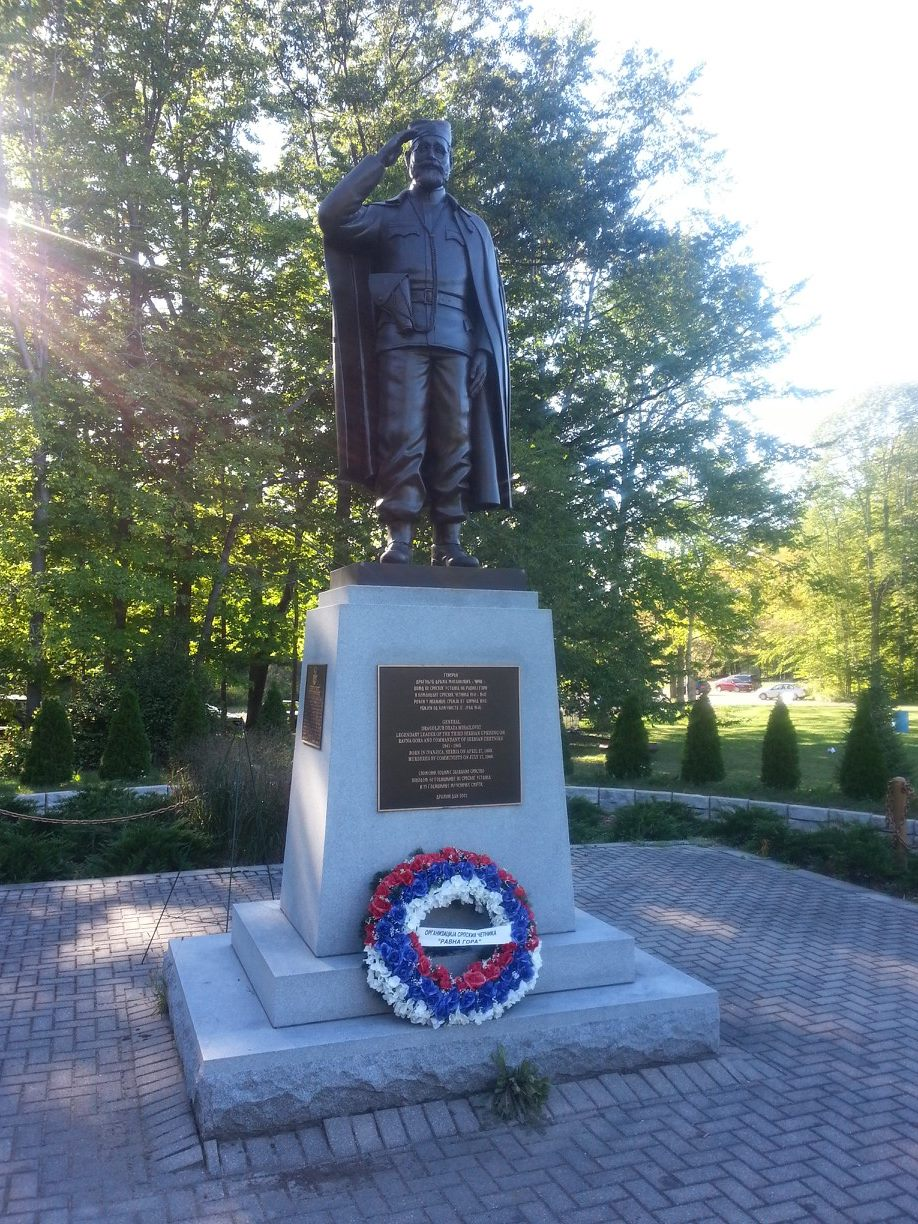
Monumento a Draža Mihailović en Hamilton, Ontario.

### Estatua de Draža Mihailović
Hay una estatua en Hamilton (Ontario), en honor de Draža Mihailović, un general serbio yugoslavo que, durante la Segunda Guerra Mundial, comandó a los Chetniks, un movimiento y fuerza guerrillera realista y nacionalista serbia, que colaboró con los nazis tras la invasión alemana de Yugoslavia en 1941.

## Ucranianos
El veredicto del Tribunal Militar Internacional en los Juicios de Núremberg declaró a todas las Waffen-SS una «organización criminal» culpable de crímenes de guerra. Los monumentos a miembros de las Waffen-SS ucranianas han sido atacados por activistas en diferentes momentos calificándolos de «monumentos nazis», al igual que los monumentos a miembros del Ejército Insurgente Ucraniano. La policía canadiense se disculpó en 2020 por afirmar originalmente que el vandalismo antinazi de esos monumentos estaba motivado por el odio. Los líderes de la comunidad ucraniana canadiense dijeron que los monumentos ucranianos no están relacionados con el nazismo.

### Estatua de Román Shujévych (Edmonton)
Se trata de un busto de bronce situado en una propiedad privada cerca del Complejo de Unidad Juvenil Ucraniana en Edmonton. Fue financiado en parte por los contribuyentes canadienses y representa al líder ultranacionalista ucraniano y colaboracionista nazi en la Segunda Guerra Mundial, Román Shujévych, responsable de la limpieza étnica de los polacos y de numerosas masacres de judíos. Fue erigido en 1973 por veteranos del Ejército Insurgente Ucraniano que en la década de 1950 emigraron a Canadá.
La embajada de Rusia en Canadá se opuso a la presencia de la estatua en octubre de 2018.
Los Amigos del Centro Simon Wiesenthal para Estudios del Holocausto pidió la retirada de la estatua en 2021, afirmando que la estatua y otra estatua similar también situada en Edmonton honran a los «colaboradores nazis y criminales de guerra». El grupo judío B'nai Brith también pidió la retirada de la estatua.
El busto fue vandalizado con la palabra «escoria nazi» en 2019. Nuevamente, fue objeto de vandalismo en 2021 cuando alguien agregó las palabras «Nazi real» en pintura roja. En reacción al segundo ataque, la Asociación Juvenil Ucraniana emitió un comunicado calificando las acusaciones de que los combatientes nacionalistas ucranianos durante la Segunda Guerra Mundial eran nazis como «noticias falsas» y «propaganda comunista».
En octubre de 2022, el periodista y activista Duncan Kinney fue acusado de vandalismo relacionado con el ataque al monumento.

### Monumento en el cementerio de St. Michael (Edmonton)
En un monumento conmemorativo en el cementerio de St. Michael en Edmonton, se puede leer: «Para aquellos que lucharon por la libertad de Ucrania», el monumento conmemorativo fue construida en 1976 por antiguos miembros de las Waffen-SS ucranianas y, posteriormente, fue vandalizado con pintura «Monumento nazi a la 14.ª Waffen SS». Según los Amigos del Centro Simon Wiesenthal, esta pintura refleja el registro histórico real de las personas conmemoradas en el monumento. Las organizaciones judías solicitaron la retirada del monumento dañado. Sin embargo, la Iglesia católica ucraniana calificó el vandalismo como «parte de la campaña de desinformación rusa de décadas contra Ucrania y los ucranianos para crear una falsa imagen nazi de los luchadores por la libertad ucranianos».
El monumento en el cementerio de St. Michael está dedicado a los «luchadores por la libertad de Ucrania». Una de sus placas es una abreviatura de la 1.ª División del Ejército Nacional de Ucrania. El 25 de abril de 1945, la División Galitzia de las Waffen-SS se reorganizaron oficialmente como la 1.ª División del Ejército Nacional Ucraniano y prestaron un nuevo juramento de lealtad al pueblo ucraniano. Bernie Farber, del Congreso Judío Canadiense, escribió que «eliminar este monumento requerirá que la comunidad ucraniano-canadiense analice detenidamente su propia historia». El historiador de la Universidad de Alberta, Jars Balan, dijo a CBC News que la historia del monumento y la estatua de Shukhevych eran «complicadas» y dijo que algunas personas habían luchado con uniformes alemanes para lograr la independencia de Ucrania.

### Monumento en el cementerio ucraniano de San Volodymyr (Oakville)
El monumento de granito del Ejército Insurgente Ucraniano (UPA, por sus siglas en ucraniano) titulado Pamiatnyk Slavy UPA (Monumento a la Gloria de la UPA) fue inaugurado el 26 de mayo de 1988 en el cementerio ucraniano de San Volodymyr en Oakville (Ontario). En el mismo cementerio, también hay un monumento a los veteranos de la 14.ª División de Granaderos SS (1.ª Galitzia), las Waffen-SS eran la rama militar del Partido Nazi. La insignia de la división de las SS se añadió al monumento poco después de la inauguración. El monumento fue vandalizado a mediados de junio de 2020 cuando alguien añadió las palabras «monumento a la guerra nazi».
El monumento también fue objeto de quejas de la Embajada de Rusia en Canadá en 2017. Ihor Michalchyshyn, director ejecutivo del Congreso Ucraniano Canadiense, acusó a Rusia de ofuscación.
La organización judía B'nai Brith y el Congreso Polaco Canadiense unieron fuerzas y pidieron la eliminación del monumento mediante la emisión de una declaración conjunta que decía que la presencia de monumentos que encubren el Holocausto y la ideología nazi es inaceptable en Canadá.
El alcalde de Oakville, Rob Burton, afirmó que eliminaría el monumento, pero no puede hacerlo porque los municipios no tienen derecho a regular los cementerios privados.
En los días posteriores al escándalo de la ovación al antiguo militar de las SS, Yaroslav Hunka, en el Parlamento de Canadá varios neonazis depositaron flores en el monumento a las SS Galicia en Oakville (Ontario). En las redes sociales agradecieron a Hunka y dijeron que la división de las SS luchó para defender Europa de «la pestilencia asiático-comunista». Esas acciones fueron condenadas por grupos judíos y renovaron las demandas para la demolición del monumento.

## Alemanes

### Langsdorff Drive & Graf Spee Crescent
La ciudad de Ajax en Ontario, lleva el nombre del HMS Ajax, que luchó en la batalla del Río de la Plata en la Segunda Guerra Mundial. En el municipio, una de las calles se llamó Langsdorff Drive en honor a Hans Langsdorff, el capitán de acorazado que comandó las fuerzas de la Alemania nazi en la batalla. El nombramiento fue apoyado por la Asociación de Veteranos del River Plate. La calle recibió una ceremonia de nombramiento, a la que asistieron la hija y el yerno de Langsdorff.
Este nombre se cambió en 2021 en respuesta a la creciente oposición pública. En 2020, la localidad de Ajax intentó nuevamente honrar a Langsdorff y su barco, el Admiral Graf Spee, nombrando una calle como Graf Spee Crescent. Esto también cambió después de que el público se dio cuenta y llamó la atención del alcalde, Shaun Collier. quien presentó una moción para cambiar este nombre, afirmando: «Hicimos Langsdorff, que sí apoyé... Creo que esto ha cruzado un poco la línea». Muchas de las calles de Ajax llevan el nombre de personas involucradas en la batalla del Río de la Plata.

### Philipp Lenard Street
Una calle en Gatineau (Quebec), lleva el nombre del físico húngaro nacionalizado alemán Philipp Lenard, quien ganó el Premio Nobel de Física en 1905. También fue un firme partidario de los nazis y actuó como asesor de Hitler. En 2015, la calle pasó a llamarse Albert Einstein tras una campaña del Centro para Israel y Asuntos Judíos de Quebec.